# Mario Perricone
Mario Perricone (geb. 1964) ist ein deutscher Balletttänzer.

## Leben
Perricone absolvierte ab 1974 eine Ausbildung an der Staatlichen Ballettschule Berlin unter der künstlerischen Leitung von Martin Puttke. Anschließend begann er seine Karriere als Gruppentänzer an der Komischen Oper Berlin unter der Leitung von Tom Schilling. In den folgenden Jahren avancierte er zunächst zum Solisten und später zum 1. Solotänzer. Für die Interpretation des Mirakels und des Pucks wurde ihm der Berliner Kritikerpreis verliehen. 1986 gewann er den 1. Hauptpreis und den Darstellerpreis bei dem nationalen Ballettwettbewerb der DDR. 1989  gastierte Perricone  an  der Dresdner Semperoper und an der Bayerischen Staatsoper München. Ein vierwöchiges Gastspiel führte ihn durch verschiedene Städte in Indien und im selben Jahr arbeitete er als Pädagoge an der Staatlichen Ballettschule Berlin. 1990 wurde er als Solotänzer an der Deutschen Staatsoper Berlin engagiert, wo er ein Jahr später zum 1. Solotänzer ernannt wurde. 1995 wechselte er an das Ballett des Essener Aalto-Theaters unter der Leitung seines früheren Lehrers Martin Puttke.

## Filmografie
- 1986: Wahlverwandtschaften (Studioaufzeichnung)
- 2021: In Bewegung bleiben